# Anteros otho
Anteros otho is een vlindersoort uit de familie van de prachtvlinders (Riodinidae), onderfamilie Riodininae.
Anteros otho werd in 1851 beschreven door Westwood.